# Bye Bye
Bye Bye – piosenka skomponowana przez Mariah Carey, Johnta Austina, Mikkela S. Eriksena i Tora Erika Hermansera na jedenasty studyjny album Carey, E=MC². Produkcją utworu zajęli się Mariah i Stargate. Jest to drugi singiel promujący album.

## Informacje
MTV podało, że pomimo iż utwór opowiada o zmarłym ojcu wokalistki, Carey „publikuje tę piosenkę o śmierci, dla każdego kto ‘kogoś stracił’, którego szczerze pielęgnował i szanował oraz nienawidził, dla każdego, który chce skończyć z poczuciem winy bądź tęsknotą”. Artystka wierzy, że wydając „Bye Bye” na rynek muzyczny „każdy będzie mógł poczuć pewien rodzaj uleczenia dzięki tej kompozycji”.
Singiel miał premierę 7 kwietnia 2008 w systemie Airplay w Stanach Zjednoczonych. W sprzedaży digital download pojawił się w dniu 14 kwietnia 2008 na iTunes Store.
25 kwietnia 2008 trafił do stacji radiowych Mainstream i Rhythm/Crossover.

## Recenzje
W recenzji utworu, „VH1” stwierdził, że piosenka wydaje się być zbyt prymitywna jak na arytystkę jaką jest Carey i była ona (piosenka) jak „ubezpieczenie – na wypadek gdyby nic innego nie było hitem, mamy pewny strzal”. Poza tą opinią, piosenka doczekała się pozytywnego odbioru przez krytyków. Na przykład „Rap-Up.com” uznał, że „Bye Bye” jest „piosenką, z którą każdy może się utożsamić i zmusi niektórych słuchaczy do otarcia łez”, stwierdził także, że singiel będzie „najprawdopodobniej 19 numerem 1 Mariah”. Bill Lamb z „About.com” stwierdził podobnie, że pomimo „nic nigdy nie może być pewne do bycia numerem 1, [„Bye Bye”] jest blisko tego, żeby być”, powiedział także, że piosenka ma „uniwersalny urok”. Bob Burke z „FMQB.com” stwierdzi”, że singiel jest „kolejnym skarbem z multiformatowym potencjałem” i że singiel był „stworzony, by być jej 19 numerem jeden”. Magazyn „Blues and Soul” dał singlowi ocenę 8/10, pisząc, że jest „absolutnie oszałamiającym nagraniem śpiewanym z absolutnie oszałamiającym dominium przez absolutnie oszałajamiającą dive”. Chuck Taylor z magazynu „Billboard” skomentował, że piosenka „wydaje się zapewnić Carey powitanie czołówki pop 19 raz”.

## Promowanie
Po raz pierwszy utwór został wykonany „live” podczas programu 4Music kanału T4. Następnie 14 kwietnia 2008 Mariah zaśpiewała tę piosenkę w programie The Oprah Winfrey Show. Dwa dni później artystka promowała singiel w programie American Idol. 25 kwietnia Carey zaśpiewała Bye Bye podczas programu Good Morning America.

## Nagrody i nominacje
Singiel nominowany był do nagrody 2008 Teen Choice Awards w kategorii „Utwór R&B”.

## Teledysk
Teledysk do singla reżyserowany był przez Justina Francisa. Klip zawiera wiele scen ukazujących Carey i jej męża Nicka Cannona razem ze zdjęciami zza kulis promocyjnych wydarzeń. Oprócz tego videoclip pokazuje zdjęcia artystki ze zmarłymi osobami, z którymi wokalistka zetknęła się podczas całej swej kariery muzycznej David Cole, Luciano Pavarotti, Ol’ Dirty Bastard czy Luther Vandross oraz rodziną – jej ojcem Alfredem Royem i babcią.
Po odwołanych, a wcześniej potwierdzonych udziałach w programach TRL oraz 106 & Park stacji BET, premiera klipu „Bye Bye” odbyła się dnia 5 maja 2008 wieczorem, za pośrednictwem strony internetowej Comcast.net.
Teledysk do piosenki „Bye Bye” zanotował 17 milionów wyświetleń w serwie YouTube.
Klip zajął 1. miejsce na liście MTV Thailand International Chart. Przez 6 tygodni zajmował 1 pozycję notowania MYX International Top 20 in the Philippines. Także na liście MTV Asia Chart Attack teledysk zajął najwyższą pozycję.
W notowaniu U.S. Billboard Hot Videoclip Tracks, klip zajął najwyżej 4. miejsce.

## Lista i format singla
Europa Vinyl 12'
1. „Bye Bye” (wersja albumowa) – 4:26
2. „Bye Bye” (So So Def remix feat. Jay-Z) – 3:57

Wielka Brytania CD singel,
1. „Bye Bye” (wersja albumowa) – 4:26
2. „Bye Bye” (So So Def remix feat. Jay-Z) – 3:57

Wielka Brytania CD maxi singel
1. „Bye Bye” (wersja albumowa) – 4:26
2. „Touch My Body” (Craig C’s club mix) – 9:56
3. „We Belong Together” (Remix feat. Jadakiss & Styles P)– 4:28
4. „Bye Bye” (Teledysk)

Niemcy CD singel,
1. „Bye Bye” (wersja albumowa) – 4:26
2. „Touch My Body” (Subkulcha radio edit) – 4:34
3. „Bye Bye” (Video Edit)- 3:55
4. „We Belong Together” (Remix feat. Jadakiss & Styles P) – 4:28

Oficjalne remiksy:
- So So Def Remix feat. Jay-Z (3:54)
- So So Def Remix Instrumental (3:54)
- Remix feat. Akon & Lil Wayne (4:34)

## Data wydania
| Region            | Data             | Format                      |
| ----------------- | ---------------- | --------------------------- |
| Stany Zjednoczone | 7 kwietnia 2008  | Airplay                     |
| Stany Zjednoczone | 14 kwietnia 2008 | Digital download            |
| Wielka Brytania   | 23 czerwca 2008  | CD singel, digital download |
| Europa            | 18 lipca 2008    | CD singel, digital download |
| Taiwan            | 27 czerwca 2008  | CD singel, digital download |

## Listy przebojów
| Kraj              | Lista przebojów (2008)          | Pozycja |
| ----------------- | ------------------------------- | ------- |
| Australia         | ARIA Singles Chart              | 53      |
| Australia         | Urban Singles Chart             | 17      |
| Irlandia          | Singles Top 50                  | 40      |
| Japonia           | Hot 100 Singles                 | 73      |
| Kanada            | Canadian Hot 100                | 34      |
| Korea Południowa  | International Singles Chart     | 1       |
| Niemcy            | Singles Chart Top 100           | 70      |
| Nowa Zelandia     | RIANZ Singles Chart             | 7       |
| Rosja             | Airplay Chart                   | 48      |
| Rumunia           | Top 100                         | 86      |
| Słowacja          | Airplay Chart                   | 50      |
| Taiwan            | Top 10 Chart                    | 2       |
| Turcja            | Top 20 Chart                    | 14      |
| Stany Zjednoczone | Billboard Hot 100               | 19      |
| Stany Zjednoczone | Billboard Hot R&B/Hip-Hop Songs | 33      |
| Stany Zjednoczone | Billboard Pop 100               | 20      |
| Stany Zjednoczone | Billboard Hot Dance Club Play   | 30      |
| Stany Zjednoczone | Billboard Hot 100 Airplay       | 17      |
| Stany Zjednoczone | Billboard Rhythmic Top 40       | 9       |
| Stany Zjednoczone | ARC Weekly Top 40               | 17      |
| Wielka Brytania   | UK Singles Chart                | 30      |
| Wielka Brytania   | R&B Chart                       | 2       |
| Wielka Brytania   | UK Airplay Chart                | 30      |
| Europa            | European Hot 100                | 84      |
| Świat             | United World Chart              | 31      |

## Sprzedaż i certyfikaty
| Kraj              | Sprzedaż | Certyfikat |
| ----------------- | -------- | ---------- |
| Niemcy            | 5,000+   | –          |
| Stany Zjednoczone | 500,000+ | ZŁOTO      |
| Wielka Brytania   | 20,000+  | –          |
| Świat             | 550,000+ | –          |